# HD 106270
HD 106270 — одиночная звезда в созвездии Девы на расстоянии приблизительно 312 световых лет (около 95,5 парсек) от Солнца. Визуальная звёздная величина звезды — +7,58m. Возраст звезды определён около 3,8 млрд лет.
Вокруг звезды обращается, как минимум, одна планета.

## Характеристики
HD 106270 — жёлтая звезда спектрального класса G5IV, или G5. Масса — около 1,573 солнечной, радиус — около 3,009 солнечного, светимость — около 6,05 солнечной. Эффективная температура — около 5966 K.

## Планетная система
В 2011 году группой астрономов было объявлено об открытии планеты HD 106270 b.
В 2019 году учёными, анализирующими данные проектов Hipparcos и Gaia, у звезды обнаружена планета HIP 59625 c.